# Tres vidas distintas
Tres vidas distintas é uma telenovela mexicana, produzida pela Televisa e exibida em 1968 pelo Telesistema Mexicano.

## Elenco
- Raúl Boxer
- Eusebia Cosme
- César del Campo
- Elizabeth Dupeyrón